# The Six Best Cellars
The Six Best Cellars (bra: Proibição)é um filme de comédia mudo produzido nos Estado Unidos, dirigido por Donald Crisp e lançado pela Paramount Pictures em 1920. É considerado um filme perdido.

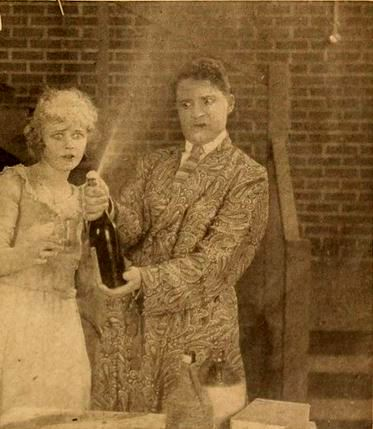
Uma cena do filme com Wanda Hawley e Bryant Washburn